# Василовци (Монтанская область)
Василовци (болг. Василовци) — село в Болгарии. Находится в Монтанской области, входит в общину Брусарци. Население составляет 1251 человек.

## Политическая ситуация
В местном кметстве Василовци, в состав которого входит Василовци, должность кмета (старосты) исполняет Огнян Иринов Йорданов (независимый) по результатам выборов.
Кмет (мэр) общины Брусарци — Юлия Робинзонова Каменова (коалиция в составе 2 партий: Граждане за европейское развитие Болгарии (ГЕРБ), Национальное движение «Симеон Второй» (НДСВ)) по результатам выборов.